# الرجل الذي عطس (فلم)
الرجل الذي عطس فيلم كوميدي مصري تم عرضه في دور العرض في 1 أبريل عام 1985، من إخراج عمر عبد العزيز، وتأليف لينين الرملي، وبطولة كل من سمير غانم وليلى علوي وشهيرة وحسن مصطفى وأحمد بدير

## ملخص قصة الفيلم
عانى مسعد (سمير غانم) من الإصابة الدائمة بالعطس ويخبره الطبيب بأنه سوف سيموت بعد أشهر قليلة، يعينه مراد مدير عام الشركة (حسن مصطفى) أمينًا للمخازن بعد أن عرف أن أيامه معدودة ويستمر المدير في اختلاس أموال الشركة مستغلًا حالة مسعد، ويتزوج مسعد من زميلته مهاودة
(شهيرة) وهي فتاة سيئة متعددة العلاقات مع زملائها رغم أنه يحب ميرفت (ليلى علوي)، ويصرف مسعد من الأموال التي يختلسها من الشركة ببذخ على مهاودة، ويستمر في الإسراف حتى يتم جرد المخازن ويتم إتهامه بتهمة الاختلاس، يحاول الانتحار ويكتب خطابًا لابنه المنتظر يوصيه فيه بالاستقامة في تصرفاته وعمله.

## وصلات خارجية
- مقالات تستعمل روابط فنية بلا صلة مع ويكي بيانات